# Symplocos maliliensis
Symplocos maliliensis är en tvåhjärtbladig växtart som beskrevs av Nooteboom. Symplocos maliliensis ingår i släktet Symplocos och familjen Symplocaceae. Inga underarter finns listade i Catalogue of Life.